# حي الملز (الرياض)
حي الملز (الرياض)، هو أحد الأحياء التابعة لبلدية الملز بمدينة الرياض وسط السعودية. يقع الحي وسط مدينة الرياض، وهو أحد أقدم أحياء مدينة الرياض النموذجية كما يعتبر أول حي حديث يضم 750 فيلا في عاصمة المملكة، ويعتبر المركز الحكومي حيث تجتمع فيه الوزارات الحكومية والمنشآت الخاصة في الرياض، يضم حي الملز 15 حيًا ومنطقة فرعية، تأسس بين عامي 1953 و 1957 كمشروع سكني للموظفين الحكوميين من قبل الملك سعود.

## نبذة تاريخية

حي الملز في الستينات

ارتبط تاريخ الحي بملعب الصائغ وسكة القطار والمطار وفنادق ماريوت واليمامة والشرق وإنشاء الوزارات، وقد سمي فيما مضى بحي البحر الأحمر.
كتب الرحالة المسلم «ابن جبير» وهو عائد من أداء مناسك الحج؛ عمّا يسمى الآن بـ (شارع الستين) أو (طريق صلاح الدين الأيوبي) وسط حي الملز والجبل المخروق، قائلاً وهو في طريقه إلى بغداد بالعراق: «بعده نزلنا بالجبل المخروق وهو جبل في بيداء من الأرض، وفي سفحه دكان «حبيص» يعج بعشاق «الفصفص» وينافس بقالة «الشيبة».. في الأعلى ثقب تخترقه الرياح»، ثم أكمل «ابن جبير» مسيرته قاطعاً ما يعرف اليوم بمدينة الرياض من شمالها إلى جنوبها.
أما الرحالة «ابن بطوطة» الذي زار المنطقة بعد «ابن جبير»، بما يقارب قرنين من الزمن فقد عبر ذات الطريق وكتب قائلاً: «ثم رحلنا ونزلنا الجبل المخروق وهو في بيداء من الأرض في أعلاه ثقب نافذة تخترقه الرياح».
مع بدايات تأسيس المملكة كان حي الملز خارج نطاق العاصمة، بدليل أن مطار الملك عبد العزيز أقر بناؤه خارج المدينة، إلاّ أن الملك كان كثيراً ما ينزل إلى الجبل المخروق، وكذلك غار المعذر، وذكر «الريحاني» كيف أن الملك استقبله في الجبل المخروق وطلب من «صالح العذل» (صالح باشا) أن يقدم إليه ليقص له قصة لقائه بالخليفة العثماني آنذاك.
كما ذكر "وليم فيسي" في كتابه "الرياض المدينة القديمة" أن الطائرات في بداية تحليقها فوق سماء الرياض كانت تهبط في حي الملز الذي لم يُعرف قبل بناء مطار الملك عبد العزيز، وذلك حين قال: "عقد اتفاق مع شركة TWA في سنة 1946م لتوفير طيارين والخدمات المساندة لها، هكذا كانت ولادة الخطوط الجوية الحكومية السعودية، وحتى عام 1953م استخدم ميدان سباق الخيل القديم.
كما كان من ضمن بدايات حي الملز إنشاء ملعب الصائغ في الخمسينات الميلادية من القرن العشرين، وكذا سكة القطار وفندق ماريوت هذا من الناحية الجنوبية، أما شمال الحي فبدأ بمطار الملك عبد العزيز، وإنشاء الوزارات، وفندق اليمامة، وفندق زهرة الشرق، وبرج العرب ذو الشكل الأسطواني الذي أُزيل لاحقاً، ثم حديقة الحيوان وسط حي الملز.

## سبب التسمية
يُذكر بأن سبب تسمية الملز عائد إلى كونه ملزاً للخيل، حيث كانت الناس تحضر هذا السباق الذي يُقام في الملز يوماً بالأسبوع، وإلاّ فقد سمي في بداياته البحر الأحمر، وذلك للأرض السبخة التي كانت تقع في مكان النادي الأدبي حالياً وحديقة الملز بين شارع صلاح الدين الأيوبي وشارع الجامعة.

## بداية الإعمار
كان حي الملز من بين أحياء مدينة الرياض التي تميزت بتوفر الخدمات والمرافق، فقد كانت نهاية السبعينات وبداية الثمانينات الميلادية من القرن العشرين تمثّل حضارة هذا الحي بعد أن بدأت ملامح عمرانه في منتصف الخمسينات الميلادية، ممثلة بإنشاء مقار ومبانٍ لمعظم الوزارات والهيئات والمرافق الحكومية في شارع الملك عبد العزيز بعد إنشاء مطار الملك عبد العزيز، وفندق صحاري، وجامعة الملك سعود.
لاحقاً تم إنشاء عمائر متعددة الطوابق على جانبي شارع الستين (صلاح الدين الأيوبي) كسكن لموظفي الوزارات، لا سيما وزارة الدفاع التي سمي الحي المجاور لها حي الضباط لأن أغلب من يسكنه من منسوبي الوزارة، وكذلك للإسكان الذي وضع لهم من قبل وزارة الدفاع.

## محتوى الحي
- حديقة الملك عبدالله
- حديقة الحيوانات
- حديقة المتنبي
- حديقة الأمير فهد الفيصل آل سعود.[2]

## انظر ايضاً
- الديرة
- منفوحة

## وصلات خارجية
- الملز.. قصة الحي الخالد في الذاكرة السعودية «1».
- حي الملز.. ربيع العمر و«طفرة التحضّر»!.